# Pero Mafaldo
Pero Mafaldo (fl. XIII secolo) è stato un poeta medievale di origine sconosciuta, attivo nel terzo quarto del XIII secolo alla corte di Alfonso X.
È autore di nove componimenti poetici: quattro cantigas de amor convenzionali, due cantigas de amigo, una cantiga de escarnio, contro María Balteira, una satira letteraria e un sirventés morale.